# Uracanthus maleficus
Uracanthus maleficus är en skalbaggsart som beskrevs av Lea 1917. Uracanthus maleficus ingår i släktet Uracanthus och familjen långhorningar. Inga underarter finns listade i Catalogue of Life.